# Hemingway i Gellhorn
Hemingway i Gellhorn (ang. Hemingway & Gellhorn) – amerykański film biograficzny z 2012 roku w reżyserii Philipa Kaufmana.
Światowa premiera filmu miała miejsce 25 maja 2012 roku podczas 65. Międzynarodowego Festiwalu Filmowego w Cannes. Trzy dni później premiera filmu w Stanach Zjednoczonych odbyła się 28 maja 2012 roku na amerykańskim HBO.

## Opis fabuły
Akcja filmu rozgrywa się w latach 30. XX wieku. Amerykański pisarz i korespondent Ernest Hemingway (Clive Owen) zakochuje się z wzajemnością w reporterce Marcie Gellhorn (Nicole Kidman). Dla niej zostawia żonę. Para podróżuje po świecie i pisze dla swoich redakcji. Oboje nieustannie ze sobą rywalizują.

## Obsada
- Nicole Kidman jako Martha Gellhorn
- Clive Owen jako Ernest Hemingway
- David Strathairn jako John Dos Passos
- Molly Parker jako Pauline Pfeiffer
- Parker Posey jako Mary Welsh Hemingway
- Rodrigo Santoro jako Paco Zarra
- Mark Pellegrino jako Max Eastman
- Peter Coyote jako Maxwell Perkins
- Lars Ulrich jako Joris Ivens
- Jeffrey Jones jako Charles Colebaugh

i inni.